# Добро пожаловать в Северную Корею!
«Добро пожаловать в Северную Корею!» (чеш. Vítejte v KLDR!) — чешский документальный фильм 2009 года режиссёра Линды Яблонской, рассказывающий о туристической поездке чехов в КНДР.

## Сюжет
Туристическая группа запечатлена в различных локациях (экскурсия по Пхеньяну, музей, библиотека, на корейской границе и во время различных культурных программ), участники описывают свои впечатления и мнения об обстановке тоталитарного государства, в котором они во многом признают сходство с социалистическим прошлым своей страны. Когда туристы, наконец, с облегчённой радостью покидают Северную Корею, то принимают реальность другого коммунистического государства, Китая, чуть ли не как вершину свободы и демократии.

## Награды и номинации
Лента Яблонской была номинирована в категории «Лучший документальный фильм» на Премии Чешской академии кино и телевидения и Международном фестивале документального кино в Йиглаве, но осталась без призов.

## Критика
Томаш Басовский из Filmweb.cz невысоко оценил фильм, назвав его «относительно унылым и ниже среднего», а Милош Каменик (25fps.cz) высказал сомнение в необходимости существования такого кинопроизведения вообще.
Обозреватель Aktuálně.cz Ярослав Седлачек отмечал: «Документальный фильм Яблонской это, конечно, не всё о стране, где, по мнению правозащитных организаций, концлагеря, пытки, казни и химические эксперименты над людьми являются жестокой повседневной реальностью. Тем не менее, это даёт чешскому зрителю уникальную возможность пойти против течения времени в истории своей страны и пережить (лучшую) часть 1950-х годов в течение семидесяти двух минут. Несмотря на заявление о том, что она определённо не хотела быть беспристрастной, Яблонская позиционирует себя не как ярая защитница прав человека или сильный политический активист, а прежде всего как проницательный наблюдатель».
Ленка Полакова (Чешское радио) посчитала режиссёрские приёмы Яблонской достаточными, чтобы разрядить в целом удушающую тоталитарную атмосферу и резюмировала: «…в итоге вы выйдете из кинотеатра с улыбкой на лице, когда поймёте, что у вас в кармане мобильный телефон и никто не наблюдает за вами из-за угла».